# Дзига Ярема
Дзи́га Яре́ма — український іконописець XVIII століття.

## Біографічні відомості
1772 року разом з іконописцем Іваном Шілденко підрядився написати на замовлення запорізького кошового отамана Петра Калнишевського ікони господарських та Богородичних свят. Надіслав Петрові Калнишевському як подарунок ікону Охтирської Богородиці.